# Povara
Povara este un film românesc din 1928 regizat de Jean Mihail. Rolurile principale au fost interpretate de actorii Elvira Godeanu și Oscar Beregi.

## Prezentare
| Imagine indisponibilă                          |  | Imagine indisponibilă         |
| Valentin Valentineanu și Oscar Beregi, în film |  | Elvira Godeanu și Niky Mirian |

## Distribuție
Distribuția filmului este alcătuită din:
- Arabella Yarka — Lucia Strătilă
- Mia Apostolescu — Vali Strătilă
- Oszkár Beregi — Goerge Strătilă
- Valentin Valentineanu — Ion Strătilă
- Niky Mirian — Radu Predeleanu
- Elvira Godeanu — Mimi Predeleanu
- Pauline Schweighofer — dna Strătilă

## Difuzare
Monopolul internațional în difuzare l-a avut casa Pan-Film A.G. din Viena. Premiera a fost prevăzută în 15 septembrie 1928, în Viena. În Austria și Germania a fost rulat sub titlul Die den Herzen nicht folgen („Cei care nu urmează glasul inimii”). În România, filmul a fost difuzat la filiala Pan-Film din București, precum și cinematografele Capitol și Lipscani, la ultimele două prognozat pentru octombrie 1928.